# Kobylepole
Kobylepole (Kobyle Pole) – wschodnia część Poznania położona na terenie osiedla administracyjnego Antoninek-Zieliniec-Kobylepole.

## Historia

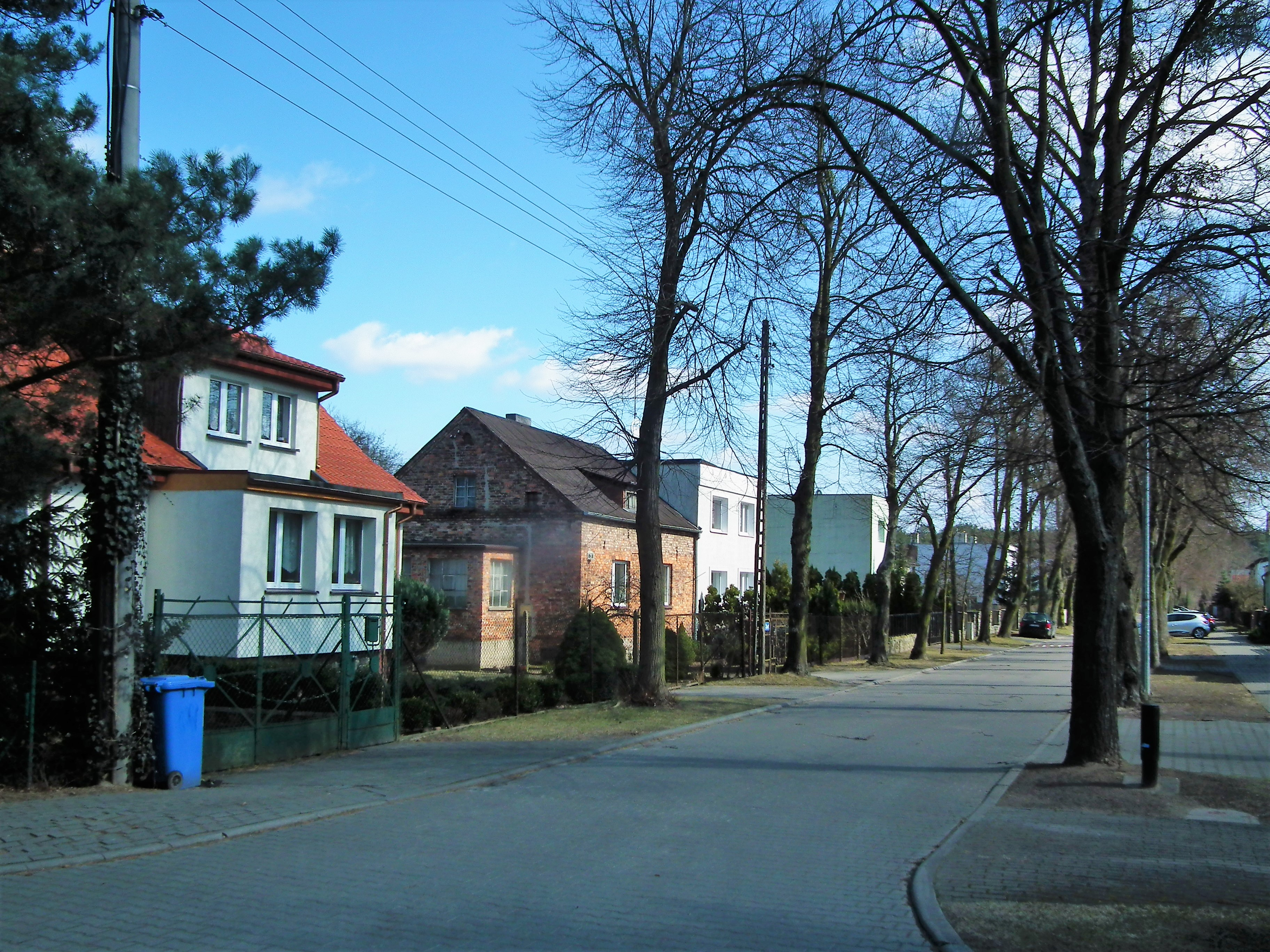
Fragment zabudowy ul. Dzieci Wrzesińskich

W 1562 wieś Kobylepole przeszła na własność Mycielskich, i stanowiła część ich majątków do 1945. Częstym gościem Mycielskich była Kazimiera Iłłakowiczówna.
W 1872 na terenie przyległym do wsi zbudowano z inicjatywy Władysława hrabiego Mycielskiego browar Kobylepole. Piwo znane było nie tylko w Poznaniu, gdzie można je było wypić w prawie każdej piwiarni. Sprowadzano je także do Gdańska, Drezna, Lipska i Turynu. Prawie wszystkie gatunki tutejszych piw (np. Bawarskie, Karamel, Kozieł Kobylepolski, Zdrój Kobylepolski, Gutenbrunn) powstawały w oparciu o lokalny jęczmień.
Kobylepole od 1934 należało do gminy Krzesiny. W 1936 odbył się tutaj, zakończony niepowodzeniem, strajk robotników folwarcznych i marsz głodowy na dwór z żądaniem wypłaty zaległych poborów. We wrześniu 1939 koło wsi funkcjonowało polowe lądowisko 3. poznańskiego dywizjonu myśliwskiego (wchodzącego w skład Armii Poznań), z którego startowały samoloty PZL P.11c. Pilotował je m.in. ppor. Włodzimierz Gedymin.
W granice Poznania zostało włączone w 1950. Od 1988 w sąsiedztwie wybudowano Osiedle Przemysława. Przy ul. Żbikowej znajduje się Kościół Wniebowzięcia NMP (lata 60. XX w.). Do 1972 działała stacja wąskotorowa Poznań Kobylepole Wąskotorowy, na linii do Środy Wielkopolskiej i Zaniemyśla.
Kobylepole w latach 1954–1990 należało do dzielnicy Nowe Miasto.

## Przyroda
W połowie lat 60. XX wieku stwierdzono na terenie Kobylepola występowanie następujących, rzadkich roślin: komonica skrzydlatostrąkowa, pępawa różyczkolistna, widłak goździsty i wawrzynek wilczełyko (dwie ostatnie w lesie i w pobliżu torowisk kolejowych). W 1986 na kwiatach tawuły znaleziono osobniki orszoła paskowanego.

## Komunikacja
Kobylepole obsługują autobusy MPK Poznań.

## Plany
W przyszłości przez dzielnicę ma przebiegać III rama komunikacyjna.